# Manoelzinho
Manoel de Aguiar Fagundes, ou tout simplement Manoelzinho (né le 22 août 1907 à Niterói et mort le 22 novembre 1953 au Brésil), était un joueur de football brésilien.

## Biographie
Il joue sa carrière entre 1926 et 1939 dans quatre clubs (Ypiranga Niterói, Goytacaz, Byron Niterói et Canto do Rio).
En international, il participe avec la Seleçao à la coupe du monde 1930. Cependant, il ne compte aucune sélection internationale.